# راک (کهگیلویه)
راک، روستایی از توابع بخش سوق شهرستان کهگیلویه در استان کهگیلویه و بویراحمد ایران است.

## جمعیت
این روستا در دهستان راک قرار دارد و براساس سرشماری مرکز آمار ایران در سال ۱۳۸۵، جمعیت آن ۱٬۷۷۹ نفر (۳۲۳خانوار) بوده‌است.